# NGC 569
NGC 569 је спирална галаксија у сазвежђу Рибе која се налази на NGC листи објеката дубоког неба.
Деклинација објекта је + 11° 7' 54" а ректасцензија 1h 29m 7,1s. Привидна величина (магнитуда) објекта NGC 569 износи 13,9 а фотографска магнитуда 14,7. NGC 569 је још познат и под ознакама UGC 1063, MCG 2-4-53, MK 997, IRAS 01264+1052, CGCG 436-63, KCPG 34A, PGC 5548.